# Rhacophorus minimus
Rhacophorus minimus é uma espécie de anfíbio anuro da família Rhacophoridae. Está presente na China. A UICN classificou-a como em perigo de extinção.